# Opisthostoma bihamulatum
Opisthostoma bihamulatum là một loài ốc đất trong họ Diplommatinidae. Loài này đặc hữu Malaysia. Nơi sinh sống của nó là các rừng đất thấp ẩm nhiệt đới hoặc bán nhiệt đới. Nó bị đe dọa vì mất môi trường sống.